# Stemma di Andorra
Lo stemma di Andorra esiste da secoli ed è anche uno degli elementi della bandiera nazionale.

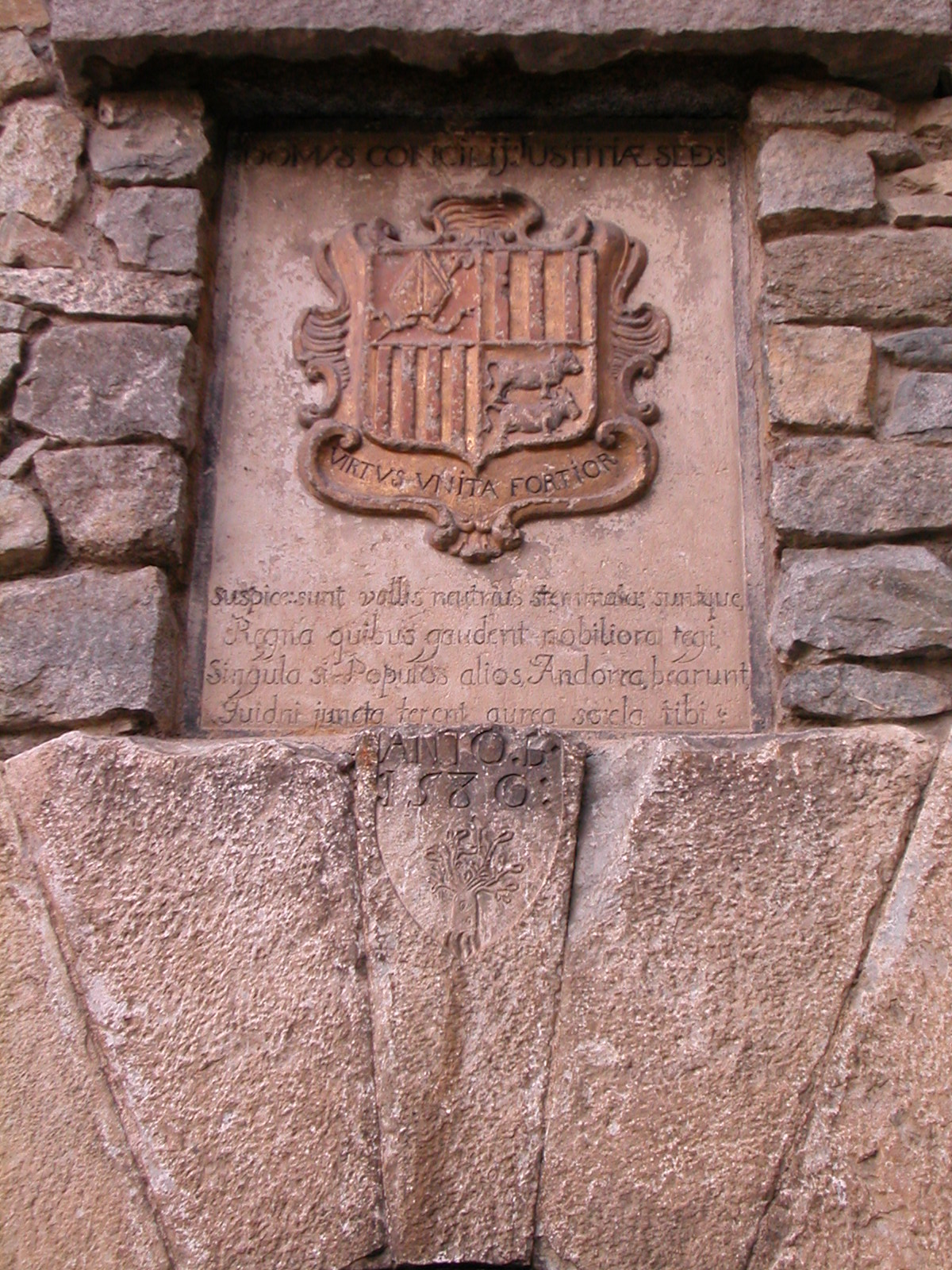
Lo stemma andorrano in rilievo sul Parlamento nazionale ad Andorra la Vella

Consiste in uno scudo diviso in quattro quadranti e rappresentante il primo  il vescovado di La Seu d'Urgell, il secondo la vecchia contea di Foix (i conti in questione governavano insieme al vescovo lo Stato andorrano dal 1278), il terzo la Catalogna e l'ultimo la regione francese di Béarn, nella parte inferiore è presente il motto Virtus Unita Fortior (che in latino significa "la virtù unita è più forte" ma può essere anche reso come “l'unità fa la forza”).
Sebbene sia uno stemma molto antico, è stato adottato ufficialmente soltanto dal 1969 e mantenuto dopo l'adozione della Costituzione nel 1993. L'attuale costituzione di Andorra stabilisce che l'inno, la bandiera e lo stemma sono quelli tradizionali. In precedenza al 1969, c'erano due versioni dello stemma, una francese (durata fino agli anni quaranta) e una spagnola.

## Stemmi all'interno della bandiera andorrana

Stemma della  Diocesi di Urgell
Stemma di Foix
Stemma della Catalogna
Stemma del Béarn